# John Willoughby
Pour les articles homonymes, voir Willoughby.
John Willoughby est un personnage de fiction du roman Raison et Sentiments (Sense and Sensibility) de la femme de lettres anglaise Jane Austen, paru en 1811.
Ce très séduisant jeune homme ne possède qu'un petit domaine dans le Somersetshire, Combe Magna, mais espère hériter d'une vieille tante très riche et très pieuse, à qui il rend visite une fois par an dans le Devonshire.
C'est là qu'il rencontre Marianne Dashwood dans des circonstances romanesques. Il lui apparaît comme un parfait héros de roman, beau et mystérieux, sensible et attentionné, mais c'est un débauché égoïste et sans scrupules, qui joue de son charme personnel pour la séduire parce qu'elle lui plait et que ça l'amuse de voir le sombre Brandon en amoureux transi. Alors qu'elle s'attendait à recevoir une demande en mariage, il lui annonce son départ immédiat pour Londres et disparaît sans explications, la laissant désespérée. Elle le rencontre plus tard à Londres sur le point d'épouser une très riche héritière, et apprend aussi qu'il a naguère séduit et abandonné enceinte une jeune fille. Malgré sa réussite sociale, il est finalement puni, parce qu'il est réellement tombé amoureux de Marianne, qui restera toujours son « idéal secret de perfection féminine ».
Ce personnage secondaire, héritier de la figure traditionnelle du libertin des romans du XVIIIe siècle, fait partie, comme George Wickham ou Henry Crawford, de ces vauriens enjôleurs et manipulateurs qui sont, pour Jane Austen, des personnages particulièrement dangereux et un peu trop attirants dont l'héroïne doit apprendre à s'écarter.

## Présentation du personnage

### Genèse
Il est possible que le personnage soit inspiré par Mr Montague, le pernicieux personnage du roman le plus connu de Mary Hays, Les Mémoires d'Emma Courtney, qui, écrit-elle, se laisse emporter par la moindre bourrasque de passion (« blown about by every gust of passion ») et « n'a jamais pris le temps de raisonner, d'analyser et d'acquérir des principes ». Marié à l'héroïne (qui ne l'a épousé que parce que l'homme qu'elle aime est déjà marié), il est acculé au suicide après avoir laissé enceinte une jeune fille qu'il a séduite.
Le nom de Willoughby, déjà utilisé par Jane Austen dans The Visit: A Comedy in Two Acts (La Visite, comédie en deux actes) recueillie dans le premier volume des Juvenilia, était celui de la grand tante de sa mère. C'est aussi un nom connoté historiquement, celui de Catherine Willoughby de Eresby, pupille et quatrième épouse de Charles Brandon, 1er duc de Suffolk et favori d'Henri VIII.

### Premières impressions

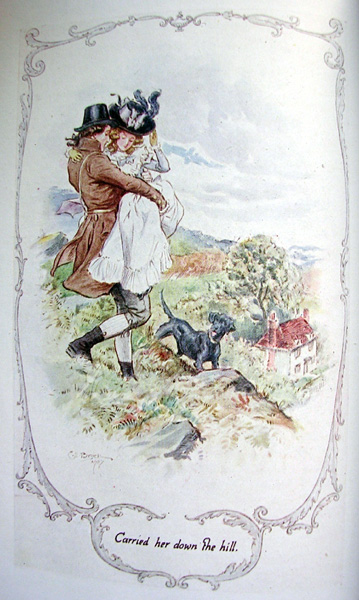
Au secours de Marianne (C. E. Brock, 1908).

Willoughby apparaît, au chapitre IX, comme un héros de conte : le beau chevalier sauvant la demoiselle en détresse. Ce « monsieur [qui] passait sur la colline, avec son fusil et deux chiens d'arrêt gambadant autour de lui » (« A gentleman carrying a gun, with two pointers playing round him, was passing up the hill ») voit Marianne, surprise par une grosse averse, la dévaler en courant et tomber. Abandonnant son fusil, il se précipite et, comme elle s'est foulée la cheville, il la prend dans ses bras et la transporte apparemment sans efforts jusque chez elle, faisant une entrée héroïque et remarquée dans le petit salon de Barton cottage.
Malgré cette arrivée peu conventionnelle, l'inconnu fait excellente impression : il est jeune, athlétique, « d'une beauté virile et d'une grâce peu commune », il a une voix séduisante et des manières distinguées. Mais le mystérieux jeune homme s'éclipse rapidement, sans même attendre la fin de la violente averse, ne laissant à la curiosité de Mrs Dashwood et ses filles que son nom, « Willoughby » et son lieu de résidence, « Allenham ». Sir John Middleton, profitant d'une éclaircie pour faire sa visite quotidienne à ces dames, confirmera peu après cette première impression positive : pour lui, Willoughby est « le meilleur garçon du monde (As good a kind of fellow as ever lived), un plutôt bon fusil » et un hardi cavalier, un jeune homme agréable à fréquenter. Mais il avoue connaître peu de choses sur le beau jeune homme, car « il ne réside dans la région que lorsqu'il rend visite à la vieille dame d'Allenham Court, à laquelle il est apparenté et de qui il doit hériter » (« he resided there only while he was visiting the old lady at Allenham Court, to whom he was related, and whose possessions he was to inherit ») ; il se contente donc de répéter qu'il le croit « le meilleur garçon du monde » (as good a sort of fellow, I believe, as ever lived) et peut juste indiquer son goût immodéré pour les activités physiques, puisqu'il a été capable, au Noël de l'année précédente, de danser huit heures d'affilée (« he danced from eight o'clock till four, without once sitting down »), et d'aller à la chasse tôt le lendemain matin.
Marianne, dès sa visite du lendemain, lui reconnaît un parfait savoir-vivre (perfect good-breeding), est charmée par sa franchise et sa vivacité (frankness and vivacity).
Et quand il lui déclare qu'il adore passionnément la danse et la musique, qu'elle constate, au cours de visites devenues rapidement quotidiennes, ses réels talents musicaux, la sensibilité et l'enthousiasme avec lesquels il fait la lecture, elle commence, du haut de ses dix-sept ans, à le considérer en tout point comme le soupirant idéal, l'homme capable de répondre à son idéal de perfection masculine. La romanesque Mrs Dashwood lui trouve rapidement toutes les qualités d'un futur gendre. Seule Elinor le trouve un peu trop enclin, comme Marianne d'ailleurs, « à trop dire ce qu'il pens[e] en toute occasion, sans se soucier des personnes ou des circonstances [et] à former et donner trop vite son opinion sur les gens ». Elle ne peut approuver non plus sa façon de « faire fi de la politesse due à chacun » en se consacrant exclusivement à sa sœur et sa propension imprudente à « négliger trop facilement les règles en usages dans la société ».

## Traitement littéraire
Comme la plupart des personnages masculins des romans de Jane Austen, Willoughby est orphelin, donc libre, voire trop libre de faire ce qu'il veut.

### Un personnage à deux faces
À l'image du Willoughby qui apparaît dans le chapitre IX du premier tome, celle d'un superbe et dangereux chasseur, s'oppose celle du chapitre VIII du tome trois : un vaincu, humble, bourrelé de remords, sollicitant le pardon de Marianne et la miséricorde d'Elinor. De même son comportement plein de sensibilité à Barton (sa franchise, sa sincérité, cette propension à dire ce qu'il pense en toute occasion et à négliger trop facilement les règles de conduite en usages dans la bonne société, qui plaisent tant à la jeune fille), est contredit par sa lâcheté envers elle lorsqu'ils se rencontrent à Londres : il l'a abandonnée avec la froide logique d'un parfait rationaliste pour s'assurer la position sociale et la fortune qui lui permettent de maintenir son train de vie de riche oisif.
Dans sa confession à Elinor, il reconnaît qu'il est une canaille (a blackguard), un gredin (a scoundrel), qu'il a joué de son charme personnel pour abuser Marianne, comme il a abusé Eliza Williams, avec aussi peu d'intention de l'épouser. La narratrice laisse entendre dès le chapitre X qu'il a rapidement endossé le rôle romanesque que Marianne attendait de lui pour mieux la séduire.
« When she heard him declare that of music and dancing he was passionately fond, she gave him such a look of approbation as secured the largest share of his discourse to herself for the rest of his stay. It was only necessary to mention any favourite amusement to engage her to talk. […] Her favourite authors were brought forward and dwelt upon with so rapturous a delight, that any young man of five-and-twenty must have been insensible indeed, not to become an immediate convert to the excellence of such works, however disregarded before.[…] The same books, the same passages were idolized by each -- or, if any difference appeared, any objection arose, it lasted no longer than till the force of her arguments and the brightness of her eyes could be displayed. He acquiesced in all her decisions, caught all her enthusiasm, and long before his visit concluded, they conversed with the familiarity of a long-established acquaintance. »
« Lorsqu’elle l’entendit déclarer qu’il aimait passionnément la musique et la danse, elle lui lança un tel regard d’approbation qu'il lui consacra la plus grande part de son entretien pendant le reste de sa visite. Il suffisait de parler de l'un de ses passe-temps favoris pour l’engager à causer […] Elle avança le nom de ses auteurs préférés, et en parla avec tellement d'enthousiasme qu’il eût fallu certes qu'un jeune homme de vingt-cinq ans fût bien insensible pour ne pas être aussitôt convaincu de l’excellence de ces ouvrages, quel que soit le peu de cas qu'il en ait fait au préalable […] Les mêmes livres, les mêmes passages, faisaient l'objet d'un même culte ; ou, s’il apparaissait quelque différence, si quelque objection était soulevée, elle était bientôt anéantie par la force des arguments et l’éclat des yeux de la jeune fille. Il acquiesça à toutes ses décisions, se laissait gagner par tous ses élans, et bien avant la fin de la visite, ils conversaient avec la familiarité d'une connaissance de longue date. »

### WilloughbyversusEdward
L'intrigue de Sense and Sensibility présente une construction géométrique : tout ce qui arrive à Elinor se produit ensuite pour Marianne, mais leurs deux amoureux ont, eux aussi, des vies parallèles :
ainsi se font écho les deux intrigues secondaires, les fiançailles secrètes d'Edward Ferrars et Lucy Steele, révélées à Elinor par Lucy elle-même au chapitre 22, la liaison entre Eliza Williams et Willoughby, confiée à la même Elinor par le colonel Brandon après l'annonce du mariage de Willoughby et Miss Grey. Aussi le contraste entre le comportement des deux jeunes gens est-il renforcé par la similitude de leur situation.
Chacun a trois options de mariage : une relation antérieure (Eliza Williams pour Willoughby, Lucy Steele pour Edward), une offre de riche mariage (Miss Grey/Miss Morton) et un attachement sentimental (Marianne/Elinor).
Chacun est « châtié » parce qu'il refuse d'obéir aux désirs de ceux dont ils dépendent : Willoughby est rejeté par sa tante, Mrs Smith, parce qu'il ne veut pas « réparer » en épousant Eliza. Edward est déshérité par sa mère parce qu'il ne veut pas rompre avec Lucy. Cependant ils réagissent de manière opposée : Willoughby obtient son pardon en contractant un mariage socialement irréprochable et financièrement avantageux, tandis qu'Edward, se comportant en homme d'honneur, se libère de l'emprise de sa mère en respectant son engagement envers Lucy.
Tenté de comparer le comportement d'Elinor et de Marianne face à la « trahison » des hommes qu'elles aiment, le lecteur est aussi invité à comparer celui des deux jeunes gens envers elles. Le comportement de Willoughby et de Marianne durant le séjour du jeune homme dans le Devon est si peu réservé que tout le monde est persuadé qu'ils sont secrètement fiancés : il l'appelle par son prénom et lui fait cadeau d'une jument, elle l'appelle familièrement Willoughby et lui offre une longue boucle de cheveux. Mais il a un comportement d'égoïste peu soucieux des répercussions sur autrui de ses actes : il disparaît lâchement et, lorsqu'ils se rencontrent à Londres, met un terme cruel et brutal à leur relation. Le comportement d'Edward, en revanche, est présenté par Jane Austen comme hautement honorable : piégé par l'engagement secret qui le lie à Lucy Steele et qu'il ne peut rompre sans se déshonorer, il reste réservé envers Elinor.

## De l'écrit à l'écran
Les adaptations ont tendance à noircir le personnage. Alors que dans le roman sa confession émeut et trouble même la si raisonnable Elinor, le scénario d'Emma Thompson en 1995 refuse à Greg Wise cette scène de repentir. Sa présence au mariage de Marianne, qu'il observe de loin, à cheval au sommet d'une colline, fait de lui un personnage à une seule facette.
L'adaptation télévisuelle de 1981 a gardé cette scène, mais l'air faussement angélique de Peter Woodward laisse entrevoir l'hypocrisie du personnage et, tout vêtu de noir, il a l'attitude altière d'un séducteur byronien. Si, dans la mini-série de 2008, Andrew Davies garde cette scène avec toute sa charge émotive, il a d'abord pris la peine de montrer, en avant-générique du premier épisode, une mystérieuse scène de séduction, qui ne s'explique bien qu'après par le récit de Brandon à Elinor, et, en avant-générique du troisième épisode, le duel qui souligne la détermination de Brandon (David Morrissey) et la défaite de Willoughby (Dominic Cooper).

### Citations originales
1. ↑  Citation originale : « propensity of saying too much what he thought on every occasion, without attention to persons or circumstances. In hastily forming and giving his opinion of other people, in sacrificing general politeness to the enjoyment of undivided attention where his heart was engaged, and in slighting too easily the forms of worldly propriety, he displayed a want of caution which Elinor could not approve »[8].

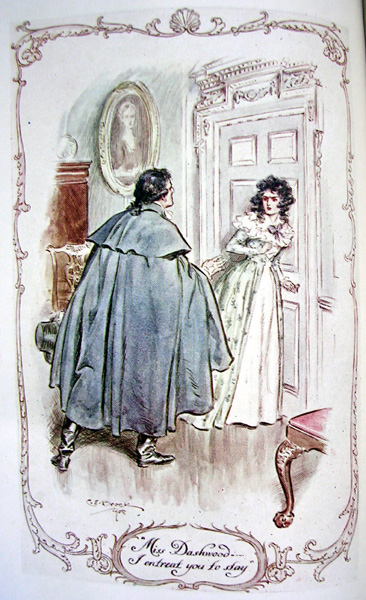
Ayant appris la maladie de Marianne, Willoughby vient solliciter son pardon (C. E. Brock, 1908).